# Edifício Santos Dumont
O Edifício Santos Dumont é um edifício localizado no Centro do Rio de Janeiro, Brasil.
Sua construção começou em 1970, para ser a nova sede do Clube da Aeronáutica. Foi inaugurado em 1975, com 141 metros de altura e 45 andares. Na época, era o edifício mais alto do Rio. No último andar funcionava o La Tour, um restaurante giratório, que encerrou as atividades em 1993.

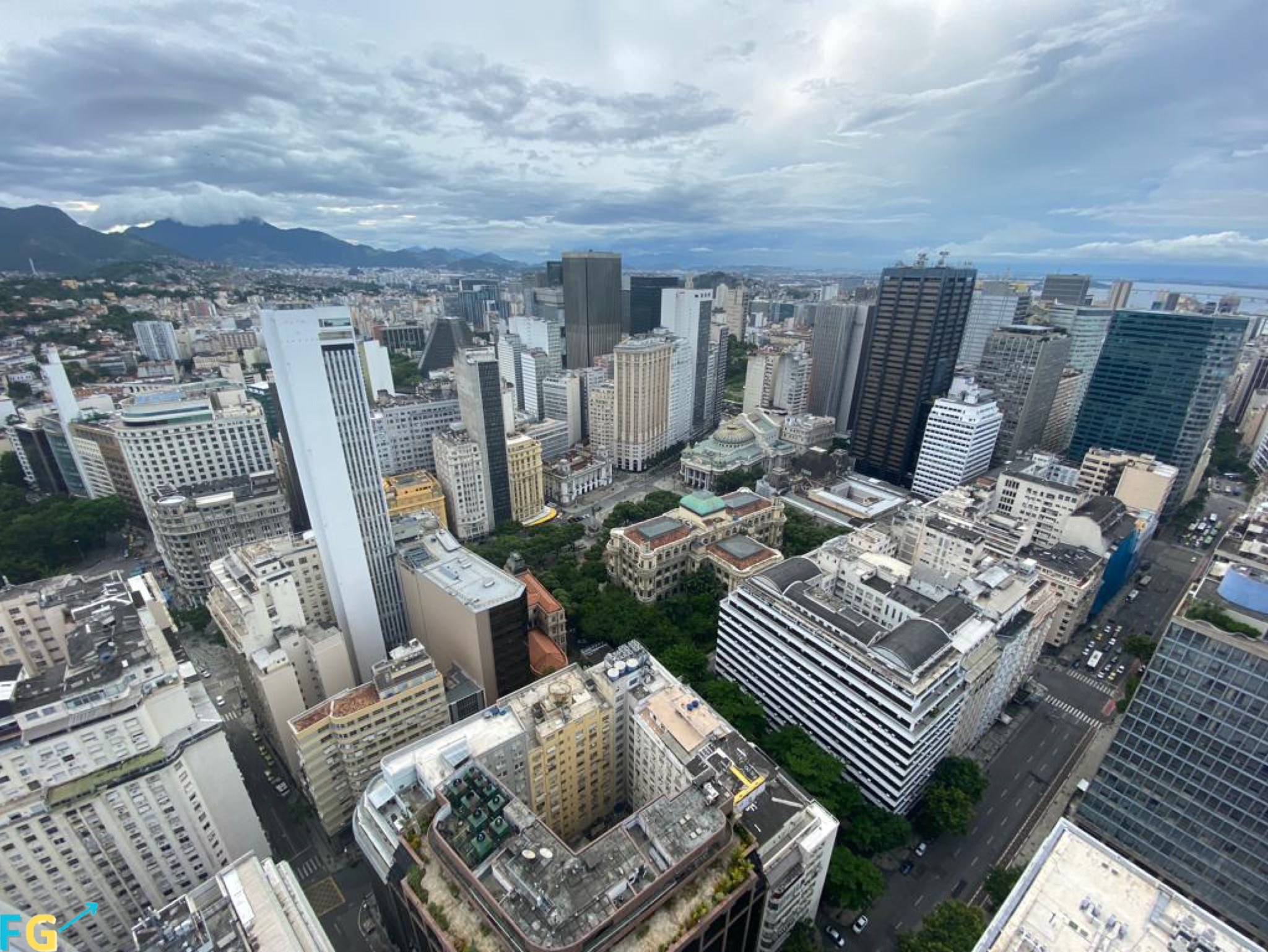
Centro do Rio de Janeiro visto do edifício Santos Dumont

Foi utilizado como cenário do filme Velozes e Furiosos 5: Operação Rio.